# HMS Hood (1918)
HMS Hood (ЕВК «Худ») — линейный крейсер британского флота.
Назван в честь Сэмюэля Худа, английского адмирала XVIII—XIX веков.
При строительстве «Hood» планировалось учесть опыт Ютландского сражения, в результате которого КВМФ Великобритании потерял три линейных крейсера. Несмотря на все усовершенствования, корабль погиб 24 мая 1941 года в бою с германским линкором «Bismarck» («Бисмарк»).

## Проектирование
Вариант проекта № 3, выполнявший все требования Адмиралтейства, завершили 27 марта 1916 года.
7 апреля проект утверждён Адмиралтейством.
13 апреля заказ на постройку 4 линейных крейсеров направили на верфи компаний «Фэйрфилд», «Джон Браун», «Кэммел Лэрд», а 13 июня и «Армстронг Уитворт».
Заказанные линейные крейсера были причислены к типу «Адмиралы» и с 14 июля 1916 г именовались «Худ», «Родни» и «Ансон» (9 октября), «Хоу» (16 октября).

## Строительство
1 сентября 1916 года был повторно перезаложен на верфи «Джон Браун и К°» в Клайдбанке. Заводской номер 406.
8 февраля 1917 г. Военный Кабинет принял решение продолжать строительство только «Худа», но работы на других кораблях этого проекта прекратились только 9 марта.
22 августа 1918 г. спущен на воду в присутствии вдовы контр-адмирала Горацио Худа, потомка адмирала Сэмюэля Худа. Масса при спуске 22 000 тонн.
17 марта 1919 года была дана команда о разборе построенных секций трёх других кораблей. Мотивация — в первоначальном проекте обнаружилось так много слабых мест, что при их устранении от первоначального проекта ничего бы не осталось.
9 января 1920 года подготовлен к испытаниям.
20 января 1920 года «Худ» прибыл в Розайт.
5 марта по завершении заводских испытаний вернулся в Клайд.
7 марта во время ходовых испытаний на Арранской мерной миле в районе Фёрт-оф-Клайда, при водоизмещении 42 200 тонн и форсировании СЭУ до 151 280 л. с. развил скорость 31,07 узла (при 207 об/мин на валах).
Ходовые испытания и пробные артиллерийские стрельбы проводились до конца марта.
29 марта корабль передали флоту.
5 мая назначен первый командир «Худа» — капитан 1 ранга (Captain) Уилфрид Томкинсон.
Стапельный период постройки корабля — 24 месяца, достройка на плаву — 20 месяцев, что в сумме вдвое больше чем у «Куин Элизабет» и втрое, чем у «Ринауна».
Стоимость корабля при постройке составила 6 025 000 фунтов стерлингов.

## Конструкция

### Корпус
Корпус крейсера имел необычные пропорции, связанные с первоначальным требованием малой осадки.
Цельноклёпанный корпус собран по продольной системе набора.
Корабль имел два внутренних вертикальных киля у ДП, и доковые кили.
Корпус разделён водонепроницаемыми переборками на 25 отсеков. Все поперечные переборки доходили до верхней палубы. Двойное дно простирается на 218 метров. Имелись скуловые кили.
Форштевень яхтенной формы.
Котельные и турбинные отделения занимают 90 м средней части корабля.
Отношение L/B=8,42. Увеличение осадки на 1 см — 50 тонн.
Метацентрическая высота при нормальном водоизмещении — 0,99 м, при полном — 1,28 м. Угол заката 69° и 73° соответственно.

### Вооружение

#### Главный калибр
8 орудий калибра 381 мм (15"/42 Mark I) в двухорудийных башенных установках типа Mk.II. Весь боекомплект 848 снарядов (106 на ствол). В военное время 120 на ствол.
Максимальный вертикальный угол возвышения 30°, при этом дальность полёта снаряда Greenboy 27 200 м (147 каб).
Сектор обстрела — 300° для каждой башни. Пушки «Худа» могли вести огонь на очень острых углах без повреждений надстроек, расположенных в этом отношении весьма удачно. Заряжение в любом положении ствола (до углов не более 20°).
Поворот осуществлялся с помощью гидроприводов.
Угловая скорость поворота башни — 2°/сек.
Вертикальная скорость наводки ствола — 5°/сек.
Диаметр барбета — 9 метров.
Башни ГК имели форму многогранника, их бронирование выполнялось из крупповской цементированной брони толщиной: лоб — 381-мм, спереди сбоку — 305-мм; по бокам и корма — 279-мм, крыша — 127-мм.
Общая масса вращающейся части башни ГК — 860 тонн.

#### Противоминный калибр
140-мм скорострельные орудия образца BL.Mk.I в установках CPII, на лафете образца Mk.II, угол возвышения 30°, дальность стрельбы 16 200 м (87 кбт)
бронирование: спереди 38 мм; по бокам 25 мм; сзади открыта. 150 снарядов на ствол. Опыт использования скорострелок с весом снаряда 37,2 кг — на четверть легче, чем у стандартных британских шестидюймовок, показал, что они удобнее не только для низкорослых греков, но и для более сильных моряков «Владычицы морей». Заряжающие реально могли поддерживать заявленную скорострельность до 1 выстрела в 5 секунд, обеспечивая примерно такой же вес минутного залпа, что и в случае 152-мм орудий.

#### Зенитные орудия
4 102-мм орудия длиной ствола 45 калибров образца QF.Mk.V в установках образца Mk.III.HA, угол возвышения 80°. Смонтированы на орудийных станках образца Mk.IV. Орудия ручного заряжения и наведения скорострельностью 9-12 выстрелов в минуту, досягаемость по высоте 8700 метров. Боекомплект 200 снарядов на ствол.
Две 47-мм салютные пушки Гочкиса с боекомплектом 64 выстрела на ствол (демонтированы в 1939 г.).

### Бронирование
305-мм наклонный (12°) броневой пояс, высотой 2,9 м, установлен на прокладке из тикового дерева на протяжении 171,4 м (Позади него обшивка корпуса имела толщину 51 мм), от него до верхней палубы (шириной 2,75 м) 178-мм пояс. Горизонтальная защита состояла из трёх палуб. В целом она выглядела очень внушительно, достигая над погребами в сумме 165 мм, однако её эффективность сильно снижалась многослойностью.

### Энергетическая установка
Судовая энергетическая установка — 24 водотрубных котлов Ярроу с водогрейными трубками малого диаметра, на нефтяном отоплении, расположены в 4-х котельных отделениях. Рабочее давление пара 16,5 кгс/см². Суммарная площадь нагрева — 16 254 м². Требовали очистку через каждые 500 часов работы.
Четыре турбинных агрегата размещались в трёх машинных отсеках. В носовом отделении, наиболее широком, были установлены два агрегата, работавшие на оба внешних вала, в среднем — ещё один агрегат, для внутреннего вала левого борта, в кормовом же — агрегат для внутреннего вала правого борта. В состав каждого агрегата входили по одной турбине низкого давления и высокого давления. С передней стороны турбин высокого давления агрегатов внешних валов была установлена маршевая турбина экономического хода. Таким образом, в экономическом режиме крейсер шёл на двух машинах. Применение зубчатой передачи позволило уменьшить число оборотов вала до 210 в минуту, что повысило КПД винтов.
На каждый ТЗА имелся свой конденсатор, расположенный непосредственно под турбиной низкого давления (поддерживал вакуум до 0,075 кгс/см², поверхность составляла 2267 м²). Имелось также два вспомогательных конденсатора (один в среднем, другой в кормовом МО).
8 динамомашин (2 дизельные, 2 турбинные, 4 паровые), каждая мощностью около 200 кВт, обеспечивали питание постоянным током (220 В) 4 вала диаметром 724-мм.
Винты трёхлопастные постоянного шага диаметром 4,57 м, массой 20,3 тонны.
Руль — один полубалансирный. Управлялся с помощью рулевого привода Девиса.
Дымовые трубы размером 5,5×7,5 м.
Запас топлива 4000 т максимальный. На ходовых испытаний расчётный фактический расход топлива составил 7,5 т/час на экономической скорости хода 14 узлов, что соответствует максимальной дальности плавания 7500 морских миль. На 18 узлах дальность составляла около 5000 морских миль, при 20 — около 4500.

### Подводная защита
В средней части корпуса на ту же длину что и главный броневой пояс установлены бортовые наделки (були), шириной 3 метра, которые делились вертикальной и продольной переборками. Внутри булей имелись также и поперечные переборки установленные через каждые 6 метров. Були заполнялись запаянными с торцов обрезками стальных труб (считалось, что это способствует наилучшему рассеиванию ударной волны и сохранению непотопляемости).

## Модернизации
С 3 июня 1929 года по 28 мая 1931 года ремонт в Портсмуте:
- Увеличена ёмкость топливных цистерн до 4600 тонн;
- Платформу для запуска колёсных самолётов перенесли с крыши башни «Х» на башню «В»;
- Взамен демонтированной на юте катапульты установили другую поворотную типа F-IV-H;
- У самого флагштока установили подъёмный кран;
- Побортно от дымовых труб установили 2 восьмиствольных 40-мм зенитных автомата «Пом-пом» образца Mk.VIII;
- и другое.

Теперь при порожнем водоизмещении 42 037 т и средней осадке 8,8 м метацентрическая высота — 0,95 м, а угол заката — 64°; полное водоизмещение — 48 000 т, средняя осадка — 10 м.

До ремонта содержание «Худа» стоило — 270 000 ф. ст. в год, после — 400 000 ф. ст. в год.
В 1938 году с корабля сняли все одноствольные 102-мм орудия, переставили на другие места 140-мм (которых осталось только 6) и добавили 4 спаренные универсальные 102-мм пушки. 13 августа 1939 г. перешёл в Скапа-Флоу, где вошёл в состав флота Метрополии. В Портсмуте в марте-мае 1940 года крейсер полностью лишился 140-мм артиллерии, вместе с СУАО и системой подачи боезапаса. Вместо удалённых 140-мм установили три 102 — мм спарки Mk XIX и четыре установки UP.

## История службы
17 мая 1920 года становится флагманом бригады линейных крейсеров «Рипалс», «Ринаун», «Тайгер», в Портланде (флаг контр-адмирала Кейза). Летом, во время похода в Швецию его посещают шведский король. До 1923 бригада входила в состав Атлантического флота.
В течение двадцати лет (до вступления в строй немецкого линкора «Бисмарк» в 1940 году) «Худ» был самым большим линейным кораблём в мире. Если бы не договоры, то корабль не долго бы пробыл самым большим. На момент подписания соглашения в Англии, Японии и США спроектированы и уже были заложены куда более крупные корабли того же класса . В эти годы всеобщего внимания к флоту корабль был народным любимцем: его параметры были известны каждому англичанину, команда корабля назвала его семь Б. Популярность корабля была причиной того, что большую часть времени он проводил в заграничных походах, «демонстрируя флаг». В частности с ноября 1923 по сентябрь 1924 года «Худ» вместе с крейсером «Рипалс» совершил кругосветное плавание, пройдя свыше 40 000 миль. За время этого похода «Худ» посетили более 750 000 человек.
В январе 1935 столкнулся с «Ринауном». Форштевень «Ринауна» нанёс удар в районе 340 шпангоута. В борту образовалась вмятина полуметровой глубины и сильно повреждён один винт и погнут вал («Худу» пришлось становиться в док).

### Вторая мировая война
В момент начала Второй мировой войны в 1939 базировался в Скапа-Флоу на Оркнейских островах, входя в эскадру линейных крейсеров (вместе с «Рипалсом»).
- 4-10 сентября 1939 — патрулировал район между Исландией и Фарерами.
- В октябре входил в прикрытие конвоя с железной рудой из Нарвика в Великобританию.
- В декабре прикрывал канадский конвой (5 пассажирских лайнеров с 1-й канадской дивизией).

В 1940 были установлены три спаренные 102-мм артиллерийские установки и 5 ракетных установок «UP» («Unrotated Projectile»); в начале 1941 был установлен артиллерийский радар типа «284» — над дальномером на башенноподобной надстройке.

#### Операция «Катапульта»
После поражения Франции переведён на Средиземное море (прибыл в Гибралтар 23 июня). На нём поднял флаг адмирал Джеймс Соммервилл. Вошёл в состав соединения «Н» (в составе: авианосец «Арк Роял»; линкоры «Вэлиант» и «Резолюшн»; лёгкий крейсер «Аретуза»; 4 эсминца и др.). Задачей соединения была нейтрализация французского флота (предотвращение попадания боевых кораблей в руки немцев по договору с правительством Виши), базировавшегося в порту Мерс-эль-Кебир во французском Алжире.
Французскому командованию были предложены варианты:

(a) Присоединиться к британскому флоту для борьбы с нацистской Германией;

(b) Перевести корабли в любой британский порт, после чего команды будут репатриированы во Францию;

(c) Перевести корабли в нейтральный порт, где они будут интернированы до конца войны.
Ультиматум завершался словами:

В случае вашего отказа принять эти справедливые предложения, я, с огромным сожалением, требую, чтобы вы затопили свои корабли в течение шести часов.

Наконец, если вышеуказанное не будет выполнено, я имею приказ Правительства Его Величества на применение любой необходимой силы для того, чтобы предотвратить попадание ваших кораблей в руки немцев.
Оригинальный текст (англ.)
If you refuse these fair offers, I must with profound regret, require you to sink your ships within 6 hours.

Finally, failing the above, I have the orders from His Majesty's Government to use whatever force may be necessary to prevent your ships from falling into German hands.

Переговоры ни к чему не привели, и, когда французские корабли намеревались покинуть порт, англичане открыли огонь (17:55, 3 июля). Огнём «Худа» был взорван линкор «Бретань» (997 погибших), всего жертвами стало более 1000 французских моряков.
В конце 1940 года «Худ» возвращается на базу в Скапа-Флоу.

#### Последний бой

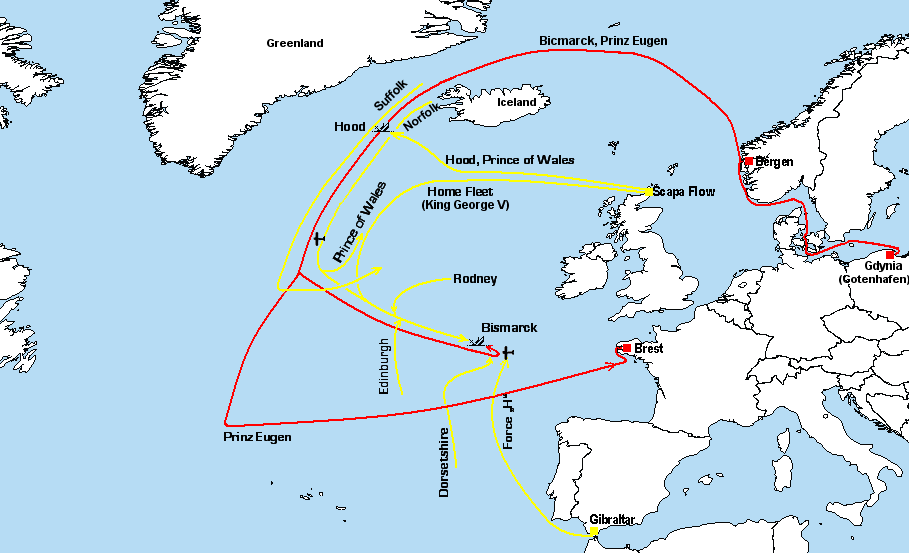
Преследование «Бисмарка»: красный — немецкая эскадра, жёлтый — британский флот

- 19 апреля 1941 поступило известие о выходе в море немецких тяжёлых кораблей — линкора «Бисмарк» (флаг адмирала Гюнтера Лютьенса) и тяжёлого крейсера «Принц Ойген» («Prinz Eugen»). «Худ» приготовили для перехвата этого соединения (командир «Худа» капитан 1 ранга Ралф Керр (Ralf Kerr).
- 21 мая получено донесение о следовании немецких кораблей в Северную Атлантику для действий против конвоев союзников.
- 22 мая соединение под командованием вице-адмирала Ланселота Холланда, в составе: линейный крейсер «Худ» (флаг командующего) и линкор «Принц Уэльский»[13], а также 6 эсминцев — «Electra», «Anthony», «Echo», «Antelope», «Icarus» и «Achates» вышли в море на их перехват[14].

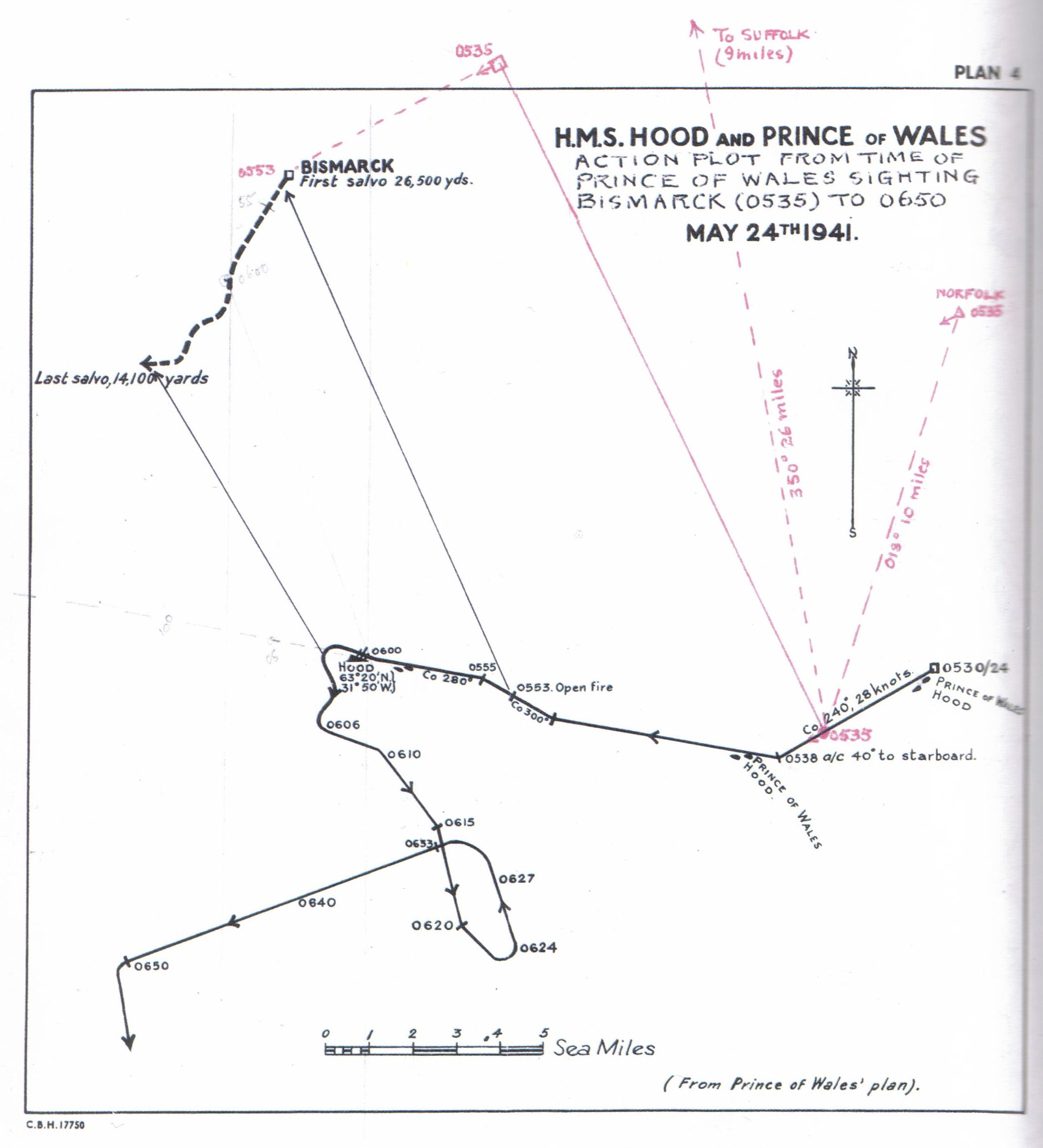
Бой в Датском проливе

- Вечером 23 мая британские крейсеры «Норфолк» и «Саффолк» обнаружили группу «Бисмарка», шедшую со скоростью 27 узлов в Датском проливе. С помощью недавно установленного радара, «Саффолк» отслеживал движение «Бисмарка» в течение ночи и передавал его координаты основным силам. План британцев заключался в том, чтобы сблизиться с «Бисмарком» с тёмной (южной) стороны, при том, что силуэт немецких кораблей был бы виден на светлом фоне северной части неба. Однако в 00:28 «Саффолк» потерял контакт с «Бисмарком» и план не сработал: опасаясь потерять «Бисмарк», Холланд приказал прекратить движение в оптимальную точку встречи и повернуть на юго-юго-запад, отправив при этом эсминцы на север. В это время германские корабли, стремясь обойти паковый лёд, в 00-41 изменили курс, в результате чего группа эсминцев прошла мимо на расстоянии всего 10 миль, не заметив противника. Незадолго до 03:00 «Саффолк» вновь обнаружил «Бисмарк» на радаре и передал его координаты. Hood и Prince of Wales находились в этот момент на расстоянии 35 миль (65 км), немного впереди по курсу немцев. Холланд приказал довернуть в сторону противника и увеличить скорость до 28-и узлов. Британские корабли оказались в невыгодном положении: встреча под тупым углом означала бой на длинной дистанции, при котором тонкая палубная броня Худа попадала под навесной огонь. Ситуация ещё более ухудшилась в 03:20, когда «Бисмарк» сделал ещё один доворот к западу: теперь эскадры шли практически параллельным курсом.
- В 05:35 24 мая, дозорные с Prince of Wales заметили германскую эскадру на расстоянии 17 миль (31,5 км). Немцы знали о присутствии противника из показаний гидрофонов и вскоре также заметили на горизонте мачты британских кораблей. У Холланда был выбор: либо продолжать сопровождение «Бисмарка», ожидая прибытия линкоров эскадры адмирала Тови или атаковать самостоятельно. Холланд решил атаковать и в 05:37 отдал приказ на сближение с противником.
- в 05:52 Hood открыл огонь с дистанции примерно 13 миль (24 км)[15].
- «Худ» полным ходом продолжал сближение с противником, стремясь сократить время попадания под навесной огонь. Тем временем немецкие корабли пристрелялись по линейному крейсеру: первый 203-мм снаряд с Prinz Eugen попал в среднюю часть «Худа», рядом с кормовой 102-мм установкой и вызвал сильный пожар запаса снарядов и ракет. В 05:55 Холланд приказал повернуть на 20 градусов влево, чтобы кормовые башни корабля могли стрелять по «Бисмарку».

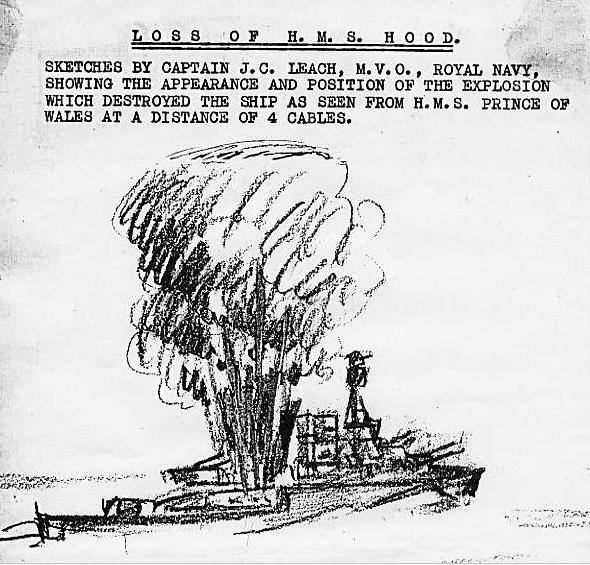
Рисунок Дж. Лича, командира линкора Prince of Wales. (Сделан для 2-й комиссии по расследованию, 1941). На рисунке показан огненный фонтан, возникший за мгновение до взрыва. Предполагается, что имел место пожар кордита, вырвавшийся через вентиляцию машинного отделения

- Примерно в 06:00, ещё не завершив поворот, «Худ» был накрыт залпом с «Бисмарка» с дистанции от 8 до 9,5 миль (15—18 км). Практически немедленно в районе его грот-мачты возник гигантский фонтан огня, после чего произошёл мощный взрыв, разорвавший корабль надвое. Корма «Худа» быстро затонула, а его носовая часть поднялась и некоторое время раскачивалась в воздухе, после чего затонула и она (в последний момент обречённый расчёт носовой башни сделал ещё один залп). Prince of Wales, находившийся на расстоянии полумили, был засыпан обломками «Худа».

«Худ» затонул за три минуты, унеся с собой 1415 человек, включая вице-адмирала Холланда. Спаслись лишь трое моряков, которых подобрал подошедший через два часа эсминец «Электра».

## Обнаружение
В 2001 году британская вещательная телекомпания Channel 4 обратилась с заказом к океанологу и исследователю Дейвиду Мернзу, специализирующемуся на поиске и исследованиях затонувших кораблей, обнаружить и исследовать обломки линейного крейсера с намерением создать в дальнейшем на основе полученных материалов документальный фильм, посвящённый 60-летней годовщине гибели HMS Hood в ходе боя с немецкими кораблями в Датском проливе 24 мая 1941 года. Это была первая попытка обнаружить и исследовать затонувший корабль со времени его затопления в 1941 году. Дейвид Мернз по собственной инициативе на протяжении нескольких предшествующих лет занимался исследованиями с целью обнаружить линейный крейсер, пользуясь при этом поддержкой Королевского флота и различных общественных и ветеранских организаций.
Район поисков представлял собой участок дна Атлантического океана площадью в 2100 км². Обломки были обнаружены после 39 часов изучения наиболее приоритетных для поиска участков дна океана в поисковом районе с помощью гидролокатора бокового обзора. Обломки корабля находятся 63°20′ с. ш. 31°50′ з. д. на глубине около 2800 метров в виде нескольких скоплений (ещё при взрыве судно перестало существовать в виде единого целого), находящихся на дне океана. Одно скопление включает в себя небольшую часть кормы, часть носовой оконечности и ряд более мелких обломков (в том числе гребные винты). На фрагменте кормовой части сохранился руль, находящийся в положении поворота на 20°. Это подтверждает, что незадолго до взрыва кормовых погребов орудий главного калибра был отдан приказ изменить курс корабля с целью позволить и кормовым башням орудий главного калибра вести огонь по немецким кораблям. Другое скопление включает в себя, в частности, директор управления огнём. Одна из башен орудий главного калибра находится в отдалении от этих скоплений. Самая крупная часть разрушившегося линейного крейсера — средняя часть корпуса, сохранившая относительную целостность — также находится обособленно в ударном кратере, образовавшемся в донных отложениях при её соприкосновении с ними. Правая сторона этой сохранившейся средней части корпуса отсутствует вниз до внутренней стенки топливных баков. При этом листы обшивки выгнуты наружу. Это было интерпретировано как указание на основное направление взрыва — через топливные баки правого борта.
В 2002 году правительство Великобритании объявило обломки HMS Hood воинским захоронением, в связи с чем какие-либо работы на месте крушения без разрешения британского правительства запрещены.
История поисков, обнаружение и исследование обломков линейного крейсера Hood отражены в документальном фильме «The Hunt for the Hood» (2001).
В 2012 году правительство Великобритании дало разрешение Дейвиду Мернзу организовать новую экспедицию к обломкам HMS Hood, основной целью которой был подъём судового колокола, обнаруженного в ходе экспедиции 2001 года в одном из скоплений обломков. Экспедиция проводилась при финансовой поддержке Пола Аллена и базировалась на его яхте Octopus. Но неблагоприятные погодные условия в районе проведения привели к тому, что через 10 дней экспедицию пришлось свернуть.
Повторная экспедиция с целью поднять колокол была предпринята в 2015 году. Базой экспедиции было научно исследовательское судно Petrel (в 2016 году Пол Аллен приобрёл его в собственность). Судовой колокол HMS Hood был поднят 7 августа 2015 года с помощью дистанционно управляемого устройства («Octo» ROV (remotely operated vehicle)). После реставрации, колокол был представлен общественности 24 мая 2016 года на торжественной церемонии, посвящённой 75-летней годовщине гибели линейного крейсера. В церемонии приняла участие член британской королевской семьи Принцесса Анна. Также на церемонии присутствовали потомки членов экипажа HMS Hood. В настоящее время он экспонируется в Национальном музее Королевского флота (Портсмут). Всего на борту HMS Hood было 3 колокола. Поднятый колокол имел наименьший размер из всех трёх. История этого колокола, изначально попавшего на HMS Hood с другого корабля, освещена в документальном фильме «For Years Unseen' — How HMS Hood’s bell came home». Колокол является единственным предметом, поднятым с затонувшего корабля, но не единственной реликвией, «пережившей» гибель корабля. Так, ещё во время Второй Мировой войны, на побережье Исландии был обнаружен деревянный фрагмент (с надписью HMS HOOD) транца одной из шлюпок линейного крейсера, бывшей на нём во время крушения. Фрагмент хранится в Национальном морском музее (Лондон). В апреле 1942 года на побережье Норвегии (остров Сенья) был найден металлический контейнер крейсера, в котором были обнаружены некоторые документы (в частности, платёжный регистр). Сам контейнер и документы впоследствии были утеряны, но крышка от него сохранилась.
Существует ещё несколько реликвий с линейного крейсера Hood (сигнальные флаги, барометр, книги членов экипажа, орудия калибра 5,5", фрагмент гребного винта и прочее), но все они находились вне корабля во время его крушения.

## Расследование
Со 100 % точностью установить причину гибели «Худа» до сих пор так и не удалось. Существуют лишь множество менее или более правдоподобных различных теорий.
Из протокола допроса очевидца:

«Два снаряда второго залпа с „Принца Ойгена“ попали у левого борта, а третий в палубу рядом со 102-мм орудием. Затем вверх поднялся огромный столб огня в кормовой части по левому борту в районе 102-мм орудия. Я хорошо видел людей из расчётов этих орудий. Они собирались у левого борта. Затем я увидел огромный столб огня высотою с грот-мачту. Мне показалось, что два других снаряда прошли через вторую трубу, а третий пробил кормовую башню „Худа“. Когда „Худ“ получил это попадание, его труба повалилась на левый борт, затем показался жёлтый столб пламени от взрыва из барбета башни „Х“. Страшный блеск на несколько секунд ослепил меня, и когда я снова смог смотреть через окуляры, то увидел большую тучу чёрного дыма и как в воздухе летел 15-дюймовый ствол с куском конструкции, напоминавшей крышу башни».
— Сержант морской пехоты Т. К. Брукс (старшина 133-мм башни линкора «Принс оф Уэлс»)

## Оценка проекта
На момент строительства корабль получился довольно необычным для моряков, не привыкших к тому, что хорошо вооружённый и сильно бронированный корабль может развивать скорость в 31 узел. Поэтому существовали разногласия по поводу того, к какому же классу отнести этот корабль — к линкорам или же к линейным крейсерам. Являясь самым крупным боевым кораблём на момент постройки, он сочетал в себе высокую огневую мощь, соответствующую линкорам типов «Куин Элизабет» и «Ривендж», сильное бронирование (хоть и несколько уступавшее этим кораблям, но в целом оно было достаточно мощным) и высокую скорость хода. По этому показателю «Худ» превосходил почти все как линкоры, так и линейные крейсера. Таким образом, британцы смогли создать вполне сбалансированный корабль, который превосходил все корабли, способные держать такой же (или даже больший) ход, и был быстроходнее более мощных кораблей (что позволяло устанавливать выгодную для себя дистанцию боя). К моменту завершения постройки «Худ» не стал сильнейшим боевым кораблём мира. В строй вошли японцы «Нагато» и «Муцу» и американцы «Колорадо» и «Мэриленд», имевшие более мощные 406-мм пушки и лучшую защиту. Если говорить о защите, то крейсер в лучшем случае имел паритет с «Куин Элизабет», «Исэ» или «Пенсильванией». Но оставалась способность уйти от превосходящего оппонента или быстро догнать и расправиться со слабейшим.
У корабля были и недостатки. Это недостаточное бронирование палуб (что, скорее всего, и сыграло роковую роль в судьбе линейного крейсера), барбетов и траверзов. Для своего времени «Худ» был кораблём, который было очень трудно одолеть в бою, но при отсутствии серьёзных модернизаций к началу Второй мировой войны он устарел. Бронирование на нём существенно не усиливалось, угол возвышения орудий не увеличивался (что негативно сказалось на дальности стрельбы), а износ механизмов не позволял развивать больше 27-28 узлов.
В итоге этот, один из наиболее сбалансированных на момент своего появления корабль, к началу войны стало опасно подставлять под удар современных быстроходных линкоров «Бисмарк», «Ришелье», «Норт Кэролайн» и «Литторио». Они имели превосходство в скорости на 2—3 узла (кроме «Норт Кэролайн»), равенство или даже превосходство в вооружении (восемь 380-мм орудий — «Бисмарк», «Ришелье», девять 381-мм орудий — «Литторио», девять 406-мм орудий — «Норт Кэролайн»), а также в целом более сильное бронирование, поэтому «Худ» проигрывал всем без исключения «одноклассникам».
«Худ» несмотря на 20-летнюю разницу в возрасте, не был по отношению к новым линкорам таким устаревшим кораблём, как броненосцы конца XIX века по сравнению с «Дредноутом».
«Худ» мог доковаться только в трёх местах: Портсмут, Розайт и частный док «Гладстон-Док» в Ливерпуле, в Розайте под него специально модернизировали Королевский док № 2.
Из-за перегрузки по отношению к первоначальному проекту (осадка на 1,14 м больше проектной) часть главного броневого пояса ушла под воду, соответственно уменьшился надводный борт. По этой же причине был склонен к заливанию большими массами воды. При больших скоростях корма постоянно заливалась водой.